# Fabio Aru
Fabio Aru (San Gavino Monreale, Cerdeña, 3 de julio de 1990) es un ciclista italiano que fue profesional entre 2013 y septiembre de 2021, retirándose tras la celebración de la Vuelta a España de ese año.
Fue el vencedor de la Vuelta a España 2015 y finalizó segundo en el Giro de Italia del mismo año.

## Biografía

### Inicios (2009-2012)
En categoría sub-23 de 2009 a 2012 corrió para el equipo Palazzago, dirigido por Olivano Locatelli. En 2011, acabó segundo de la Toscana-Terra di ciclismo-Coppa delle Nazioni de la que fue líder hasta la última etapa en la que perdió el maillot al acabar con el mismo tiempo que el vencedor con la general final pero con peores posiciones en la suma de las etapas. Algunos meses más tarde ganó el Giro del Valle de Aosta gracias a su victoria en la contrarreloj.
En 2012, ganó la Toscana-Terra di ciclismo-Coppa delle Nazioni, acabó segundo en el Girobio y ganó por segunda vez el Giro del Valle de Aosta. Estas actuaciones atrajeron el interés de varios equipos, entre ellos tres eran del UCI World Tour. Al final recaló como stagiaire del equipo Astana a partir del 1 de agosto del 2012, firmando como profesional para lo que quedaba de año y de cara al 2013. Debutó en el equipo en el USA Pro Cycling Challenge donde tuvo una destacada actuación en la 6.ª etapa, donde finalizó segundo.

### Revelación en las Grandes Vueltas (2013-2014)
En el año 2013 empieza a demostrar como una gran promesa en el ciclismo internacional siendo el gregario de lujo para la victoria de su compañero Vincenzo Nibali en el Giro de Italia.
Pero su explosión como vueltómano no vendría sino hasta la temporada 2014, donde partió como gregario de Michele Scarponi en el Giro, pero Scarponi no tuvo una buena carrera y Aru, mejor ubicado en la general pasó a ser el líder del equipo y finalizó en la tercera posición, solo superado por los colombianos Nairo Quintana y Rigoberto Urán, además de llevarse una etapa de alta montaña terminada en Montecampione. Llegaría sin presión a la Vuelta a España, en donde de nuevo demostraría sus dotes escaladores al ganar en San Miguel de Aralar y Monte Castrove, finalmente terminaría en quinta posición, superado por lo grandes favoritos como Contador, Froome, Valverde y Joaquim Rodríguez. También tendría una buena actuación al final de la temporada en la clásica Giro de Lombardía, ya que logró entrar en noveno lugar.

### 2015: Confirmación en el Giro y victoria en la Vuelta
Con su compañero Nibali centrado en el Tour de Francia, Aru fue confirmado como el jefe de filas para el Giro de Italia 2015. Previo a la corsa rosa, participó de la París-Niza acabando 39.º y la Volta a Cataluña donde finalizó 6.º. Luego de una concentración de 3 semanas en el Teide, veinte días antes del Giro debía participar del Giro del Trentino pero a último momento el equipo decidió que no lo hiciera debido a un virus estomacal que le afectó y del cual no estaba recuperado. Pocos días después, el ciclista neozalandés Greg Henderson del equipo Lotto Soudal, echó dudas sobre la situación publicando en su cuenta de Twitter : Triste de ver a Fabio Aru "enfermo". Compañero estoy seguro que la próxima vez regresarás a nuestro deporte "sano". Limpio! O no regreses!, en relación con supuestos valores anómalos en el pasaporte biológico. Su comentario provocó reacciones y críticas ante su actitud de acusar sin pruebas lo que llevó a que borrara el comentario y publicara otro donde expresaba: Cuando estás enfermo, estás enfermo. Llegar a conclusiones no ayuda a nadie. Error mío. Debería cerrar la boca. Sinceras disculpas. Las disculpas no sirvieron para calmar las aguas y Aru decidió presentar una demanda judicial contra Henderson por difamación.
En el Giro de Italia, Aru partió como aspirante a llegar al podio, aunque tendría rivales que en lo previo tenían más favoritismo a llevarse la carrera como Alberto Contador, Richie Porte o Rigoberto Urán. Comenzó sin perder demasiado tiempo en la contrarreloj por equipos y luego de la primera llegada en alto, en la 5.ª etapa donde finalizó tercero, el italiano se ubicó segundo en la general, 2 segundos por detrás del líder Contador. Con Porte y Uran ya fuera de la pelea, una caída y retraso del español en la 13.ª etapa, hizo que Aru pasara a comandar la clasificación por 19 segundos vistiéndose por primera vez de rosa, aunque al día siguiente perdió 3 minutos en la contrarreloj individual, prueba que no es su especialidad. De todas formas, mantuvo el 2.º lugar aunque distanciado casi 2 minutos y medio respecto de Contador. Los días siguientes fueron de crisis y a pesar de la ayuda de su compañero Mikel Landa, cedió terreno ante Contador en las rampas del Mortirolo (16.ª etapa) y en el Monte Ologno (18.ª) quedando a más de 6 minutos y cayendo al tercer lugar de la clasificación, siendo superado por el propio Landa. Con la carrera casi sentenciada a favor de Contador, las últimas dos jornadas de montaña Aru recuperó su forma y ganó las etapas en Cervinia y Sestriere, (con el visto bueno de Landa que no defendió su puesto) y logrando el segundo lugar del podio de la carrera tras el final en Milán.

#### La primera Gran Vuelta
Tras un Giro increíble, Aru confirmó que participaría en la 70.ª edición de la Vuelta a España. Junto a él, le acompañaron Vincenzo Nibali y Mikel Landa, como principales corredores, pese a que Nibali era el hipotético líder de filas. Pero de repente la Vuelta dio un giro tremendo para el equipo Astana, ya que su jefe de filas, Vincenzo Nibali era expulsado de la Vuelta, por remolcarse en el coche del equipo para llegar al pelotón, ya que anteriormente, Nibali se había visto involucrado en una caída múltiple. Después de este hecho, Aru pasaba a ser el jefe de filas del Astana.

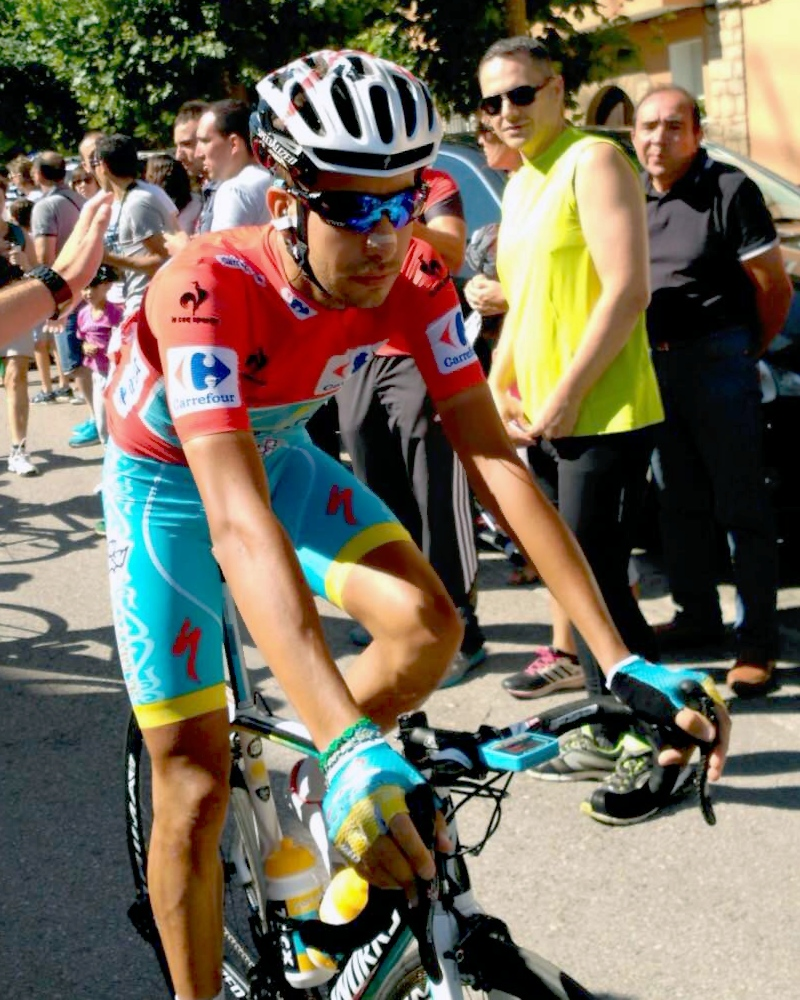
Fabio Aru en la Vuelta a España

Tras una semana ajetreada para el Astana y para Aru, los ciclistas llegaron a los Pirineos, donde disputaron la 11.ª etapa considerada como la más dura de la historia de la Vuelta a España. En una jornada muy dura para todos, ciclistas como Alejandro Valverde o Nairo Quintana sucumbieron ante el poderío de Aru que se encaminó a lograr el jersey rojo de líder por primera vez en su vida. Mientras, su gran compañero Mikel Landa triunfó ganando la etapa, gracias a una escapada buena y fiable. Una jornada perfecta para el Astana, que vio como Aru y Landa lograban grandes resultados. Después de una jornada tan dura, los ciclistas marcharon hacía los Picos de Europa y al llamado Tríptico Asturiano-Cántabro.
Tras aguantar 5 días de líder, Aru no pudo con los ataques feroces de Purito Rodríguez en la 16.ª etapa, con final en alto en la Ermita del Alba, donde perdió el jersey rojo de líder, a favor de Purito. Después de 3 etapas muy duras, llegó la contrarreloj individual de Burgos donde se esperaba que Tom Dumoulin ganara la etapa y sacara mucho tiempo a los escaladores, ya que la lucha contra el crono era su especialidad, frente a otros como el propio Aru, Purito Rodríguez y Rafał Majka, que estaban en las posiciones delanteras. En una contrarreloj excelente de Aru, este solo perdió 1 minuto y 26 segundos, con lo que se colocaba a 3 segundos de Dumoulin, a falta de su especialidad: la montaña.
Después de dos etapas realmente duras para Aru, donde no pudo recuperar tiempo a Dumoulin, este último llegó con 6 segundos de ventaja sobre Aru, que ponía todas sus esperanzas en la penúltima etapa de la Vuelta y la última de montaña, con comienzo en San Lorenzo de El Escorial y final en Cercedilla. Tras media etapa realmente dura, Astana y Aru lograron lo imaginable; Tom Dumoulin entró en crisis y se descolgó del grupo de los mejores, mientras el Astana impuso un fuerte ritmo con sus corredores, hasta que solámente Landa pudo quedarse con Aru. Además, Aru tuvo que estar atento a Majka y Quintana que se marcharon solos, y pudieron poner en peligro la victoria final en la Vuelta. Después de un esfuerzo increíble de Landa, este se descolgó y Aru se quedó solo. Él y Purito Rodríguez mantuvieron las diferencias con Majka y Quintana y también con Dumoulin, que ya perdió 3 minutos con Aru y Rodríguez. Después de mucho sufrimiento, Aru llegó a línea de meta, agotado, emocionado, contento por lograr ganar su primera grande, abrazando a sus compañeros, llorando de emoción. Con 1 minuto y 17 segundos superaba a Purito Rodríguez y por 1 minuto y 29 segundos a Rafał Majka.

### 2016: Debut en el Tour y en los Juegos Olímpicos
En febrero corre la Vuelta a la Comunidad Valenciana, concluyendo sexto y en la Vuelta al Algarve, terminando noveno. Del 4 al 9 de abril corre la Vuelta al País Vasco, pero abandona en la quinta etapa. En el 17 de abril participa en la Amstel Gold Race, abandonando aquejado de un dolor en la espalda. En el mes de junio participa en el Critérium del Dauphiné, imponiéndose en la tercera etapa, sin embargo termina bastante distanciado de los mejores en la clasificación general. El debut de Aru en el Tour comienza con buen pie, pero se tuerce en la última etapa de montaña en Morzine, donde pierde 17 minutos. Termina finalmente en la decimotercera plaza de la clasificación general.
Toma la salida en los Juegos Olímpicos, en la carrera de ruta el 6 de agosto, consistente en 241 kilómetros en un circuito al Forte de Copacabana, terminando sexto. Es convocado por Davide Cassani para el Campeonato Europeo de Ciclismo en Ruta, concluye en vigesimotercera posición. Termina cuarto en el Giro de Emilia. El 28 de septiembre termina sexto en la Milán-Turín. En el Giro de Lombardía se ve distanciado del grupo del ganador, Esteban Chaves, y termina en decimoprimer puesto.

### 2017: Campeón Italiano
Comienza su temporada en el Tour de Omán, destacando en la etapa de Montaña en Green Mountain. Corre el Tour de Abu Dhabi, terminando séptimo en la general. Participa en la Strade Bianche, concluyendo el 32.º. Pone el punto de mira en la Tirreno-Adriático como preparación para el objetivo del sardo en 2017, el Giro de Italia. Sufre de sobremanera en la nevada etapa del Terminillo, perdiendo 4 más de 4 minutos con el ganador Nairo Quintana. En la etapa siguiente abandona aquejado de una bronquitis y una grave fiebre. Esta enfermedad le impide participar en el Giro de Italia y centra sus esfuerzos en el Tour de Francia. 

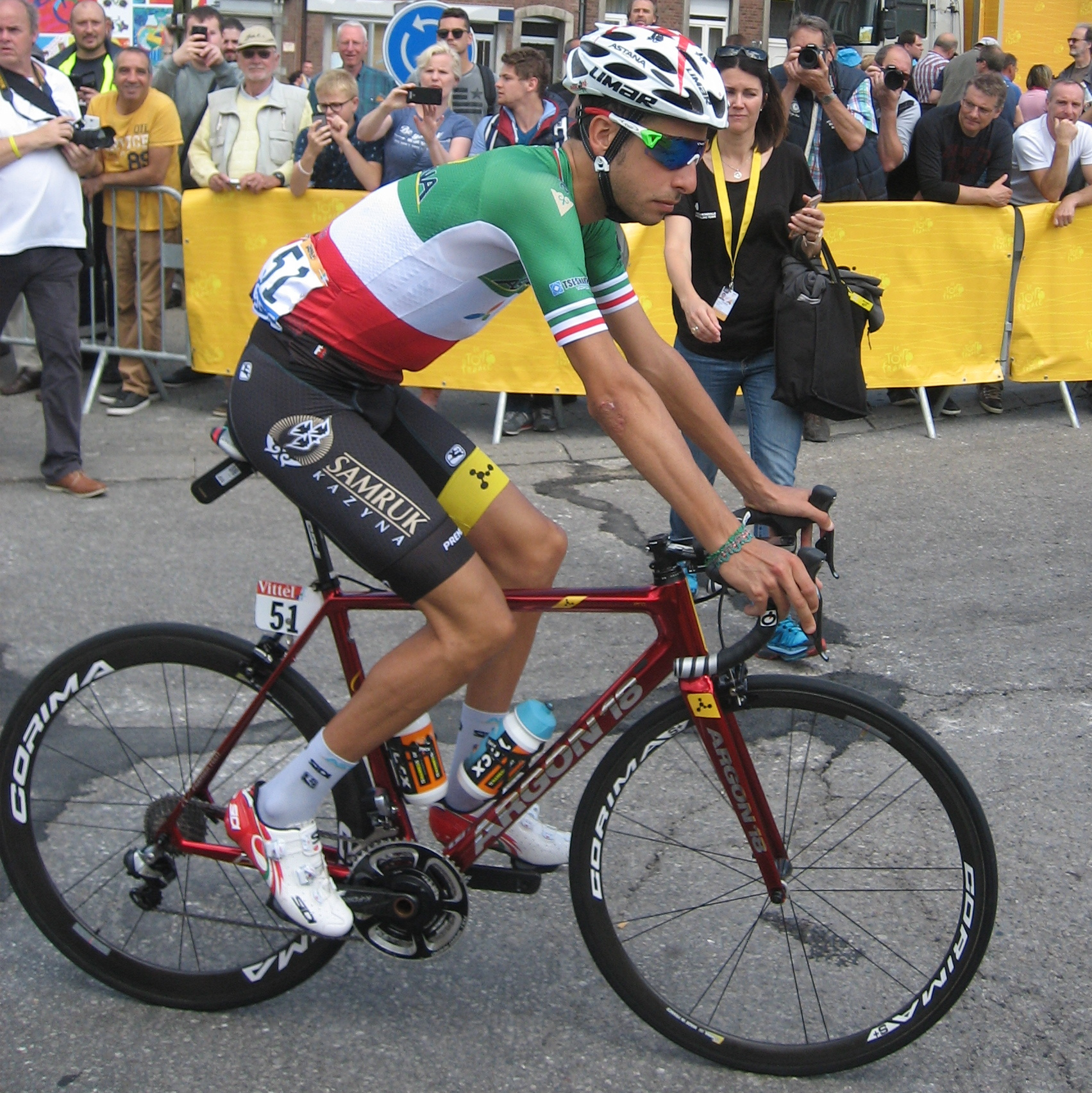
Fabio Aru en la salida de la tercera etapa del Tour de Francia, en Verviers

Regresa a la competición en el Critérium del Dauphiné, donde tiene un gran protagonismo, atacando en el Mont du Chat en la sexta etapa y luchando la clasificación general hasta la última etapa, que concluía en Alpe D'huez. Finalmente termina en quinto lugar de la clasificación general. Antes del Tour gana el campeonato nacional Italiano de ciclismo en ruta. Toma la salida en el Tour de Francia, en Düsseldorf, y en las primeras etapas consigue minimizar las pérdidas en la general. En la quinta etapa, en el final en alto de la Planche des Belles Filles, ataca a 2,4 kilómetros de meta consiguiendo la victoria de etapa, colocándose en tercer lugar de la general a 14 segundos del líder, Chris Froome. En la novena etapa ataca en el Mont du Chat, distanciando inicialmente a Froome que había pinchado, pero posteriormente el ciclista británico le devuelve el duro ataque. Llega en el grupo de cabeza, terminando quinto en el sprint del grupo. En la decimosegunda coge el maillot amarillo tras la crisis del líder Froome en el final en colina de Peyragudes. Mantiene el maillot de líder hasta la decimocuarta, dónde sufre una crisis en el kilómetro final en Rodez. Cede tiempo en Col du Galibier en la decimoséptima etapa, en el Col d'Izoard en la decimoctava etapa y en la contrarreloj individual de Marsella en la vigésima etapa, concluyendo en quinto lugar de la general.
Participa en la Vuelta a España, compartiendo la capitanía del equipo con Miguel Ángel López. Comienza la ronda española demostrando un buen rendimiento, llegando con el grupo de los favoritos en Andorra la Vieja, en la tercera etapa. Cede tiempo en la quinta etapa, con final en Alcocéber, en la novena con final en la Cumbre del Sol, en la decimoprimera con final en el Observatorio Astronómico de Calar Alto, en decimocuarta etapa en la Sierra de la Pandera y en la decimoquinta el liderato pasa a hombros de Miguel Ángel López. En la decimoctava etapa ataca desde lejos en la Collada de la Hoz para recuperar tiempo y optar a la victoria de etapa, pero no consigue ninguna de las dos y en la vigésima etapa con final en el Angliru, cede 15 minutos con el ganador de la etapa, Alberto Contador. Finalmente concluye la gran Vuelta española en decimotercer lugar a más de 21 minutos del ganador, Chris Froome.
Para finalizar la temporada compite en las clásicas italianas de final de temporada, concluyendo decimoprimero en el Giro del Emilia, octavo en la Tres Valles Varesinos, tercero en la Milán-Turín y séptimo en el Giro de Lombardía.

### 2018: Fichaje por el UAE-Team Emirates
Tras 6 temporadas en el conjunto Astana, en 2018 pone rumbo hacía el equipo emiratí UAE-Team Emirates, sucesor del tradicional equipo italiano, Lampre. Debuta en el Abu Dhabi Tour, sin destacar en exceso y terminando en el decimotercer lugar en la general. Prosigue su temporada en la Tirreno-Adriático, siendo protagonista en la cuarta etapa con un ataque en el último kilómetro, que le vale para concluir cuarto en el final en alto de Sarnano Sassotetto. Termina en decimosegundo puesto en la general. Participa en la Volta a Cataluña pero abandona en la quinta etapa, tras sufrir las consecuencias de una caída en la primera etapa. Ultima su preparación de cara al Giro d'Italia en el Tour of the Alps, dando ciertas muestras de flaqueza en la subida al Passo Palade en la tercera etapa, pero se redime en la jornada siguiente con un lejano ataque en la subida al puerto de Bannberg. Concluye sexto en la general.
Participa en el Giro d'Italia, con la capitanía del equipo totalmente en sus hombros. En la primera etapa, una contrarreloj individual por las calles de Jerusalén, cede 50 segundos con el ganador, Tom Dumoulin. Llega con el grupo de los mejores en la sexta etapa, en la subida al volcán del Etna. En la décima etapa sin embargo, cede más de dos minutos con respecto al líder de la general, Simon Yates, despidiéndose de sus opciones de ganar la general de la carrera. Durante el resto de la carrera su rendimiento cae en picado y abandona en la decimonovena etapa cuando se encontraba a más de 45 minutos del líder de la general.
Vuelve a la competición dos meses después en el Tour de Valonia, realizando un buen papel en la segunda etapa con final en Namur. Corre el Tour de Polonia como preparación para la Vuelta a España, concluyendo en décimo lugar. En la gran vuelta española parte como líder absoluto del equipo. En las primeras etapas mantiene el tipo, sin ceder mucho tiempo respecto a los grandes favoritos. Pero en la decimoquinta etapa con final en los Lagos de Covadonga cede más de 5 minutos con el ganador de la etapa, Thibaut Pinot. A partir de ese momento se despide de sus opciones en la clasificación general, terminando a más de una hora del ganador, Simon Yates.
Termina la temporada sin excesivo brillo en las clásicas italianas de final de temporada, donde concluye en quincuagésimo cuarto puesto en el Memorial Marco Pantani, en noveno puesto en la Milán-Turín y también en quincuagésimo cuarto puesto en el Giro de Lombardía. Finalmente compite en el Tour de Guangxi, con un decimoquinto puesto en la general. 

### 2019: Problemas con la rodilla
Debuta en las carreras mallorquinas de principio de temporada, termina octavo en el Trofeo Las Salinas, Campos, Porreras, Felanich y decimoquinto en el Trofeo Tramuntana: Sóller-Deyá. Corre la Vuelta al Algarve, sin destacar en exceso. Toma la salida en la París-Niza, abandonando en la tercera etapa, cuando se encontraba a más de 18 minutos del líder de la general, Dylan Groenewegen. En abril se opera de la arteria ilíaca de la pierna izquierda, razón que se creía que causó su bajada de rendimiento. 
Vuelve a la competición en el Gran Premio Città di Lugano. Disputa el Tour de Suiza para preparar el Tour de Francia. En la carrera francesa no encuentra las piernas que le hubiese gustado y termina en decimocuarto lugar en la general. También disputa la Vuelta a España, abandonando la carrera en la decimotercera etapa.

### 2020: Abandono en el Tour
Debuta en el Tour de Colombia 2.1, donde finaliza en decimosegundo puesto. 
La pandemia de COVID-19 detiene su temporada hasta septiembre. Reanuda la competición en la Vuelta a Burgos, estando delante en la ascensión al Picón Blanco pero sufriendo en la ascensión a las Lagunas de Neila. Corre el Mont Ventoux Dénivelé Challenge, concluyendo en quinto lugar. Finaliza en vigesimoprimer puesto en el Gran Piemonte y abandona en el Giro de Lombardía. Participa en el Tour de Francia, abandonando la novena etapa. Es duramente criticado por su director de equipo, Giuseppe Saronni, por su actuación en la Grande Boucle, "Aru no tiene carácter, habría que evaluar quién decidió llevarlo al Tour", fueron las palabras del exciclista italiano.

## Palmarés
| 2011 - Giro del Valle de Aosta, más 1 etapa 2012 - Toscana-Terra di ciclismo-Coppa delle Nazioni - Giro del Valle de Aosta, más 1 etapa 2014 - 3.º en el Giro de Italia, más 1 etapa - 2 etapas de la Vuelta a España 2015 - 2.º en el Giro de Italia, más 2 etapas y clasificación de los jóvenes - Vuelta a España | 2016 - 1 etapa del Critérium del Dauphiné 2017 - Campeonato de Italia en Ruta - 1 etapa del Tour de Francia |

## Resultados en Grandes Vueltas y Campeonatos del Mundo
| Carrera         | Carrera         | 2012 | 2013 | 2014 | 2015 | 2016 | 2017 | 2018 | 2019 | 2020 | 2021 |
| --------------- | --------------- | ---- | ---- | ---- | ---- | ---- | ---- | ---- | ---- | ---- | ---- |
|                 | Giro de Italia  | —    | 42.º | 3.º  | 2.º  | —    | —    | Ab.  | —    | —    | —    |
|                 | Tour de Francia | —    | —    | —    | —    | 13.º | 5.º  | —    | 14.º | Ab.  | —    |
|                 | Vuelta a España | —    | —    | 5.º  | 1.º  | —    | 13.º | 23.º | Ab.  | —    | 51.º |
| Mundial en Ruta | Mundial en Ruta | —    | —    | 34.º | —    | —    | —    | —    | —    | —    | —    |

—: no participa

Ab.: abandono

## Equipos
- Astana (2012[17] -2017)
- UAE Team Emirates (2018-2020)
- Qhubeka[18] (2021)[19]
  - Team Qhubeka ASSOS (2021)[20]
  - Team Qhubeka NextHash (2021)